# Георгій Круашвілі
Георгій Круашвілі (29 травня 1986) — грузинський футбольний арбітр

## Кар'єра
З 2012 року судить матчі вищої ліги чемпіонату Грузії. З січня 2015 року — арбітр ФІФА. Судив матчі фіналу Кубка Грузії 2016 та 2020 років.
7 липня 2015 року Круашвілі дебютував на міжнародному рівні під час матчу між «Левадією» (Таллінн) та «Крузейдерс» у кваліфікації Ліги чемпіонів УЄФА. Гра закінчилася внічию 1:1.
На рівні національних збірних перший матч провів 10 жовтня 2017 року, коли Греція виграла 4:0 у Гібралтару.
На початку 2021 року Круашвілі став одним з 12 арбітрів, відібраних для обслуговування матчів групового етапу молодіжного чемпіонату Європи 2021 року в Угорщині та Словенії, відсудивши там дві гри.